# Nectriopsis perpusilla
Nectriopsis perpusilla är en svampart som först beskrevs av Jean François Montagne, och fick sitt nu gällande namn av Samuels 1988. Nectriopsis perpusilla ingår i släktet Nectriopsis och familjen Bionectriaceae.   Inga underarter finns listade i Catalogue of Life.